# Daniel Minahan
Daniel Minahan (Danbury, 30 novembre 1962) è un regista e sceneggiatore statunitense.

## Biografia

### Carriera
Ha iniziato la sua carriera come aiuto regista per il film Ho sparato a Andy Warhol, di cui è coautore della sceneggiatura assieme alla regista Mary Harron. Nel 2001 scrive e dirige il film indipendente Contenders - Serie 7, ambientato all'interno di un crudele reality show dove i partecipanti, per vincere, dovranno uccidere i restanti concorrenti.
Nel corso degli anni si è dedicato principalmente alla regia televisiva, dirigendo vari episodi delle più note serie televisive, come Six Feet Under, Deadwood, Grey's Anatomy, True Blood ,Il Trono di Spade e House of Cards.